# Max Azria

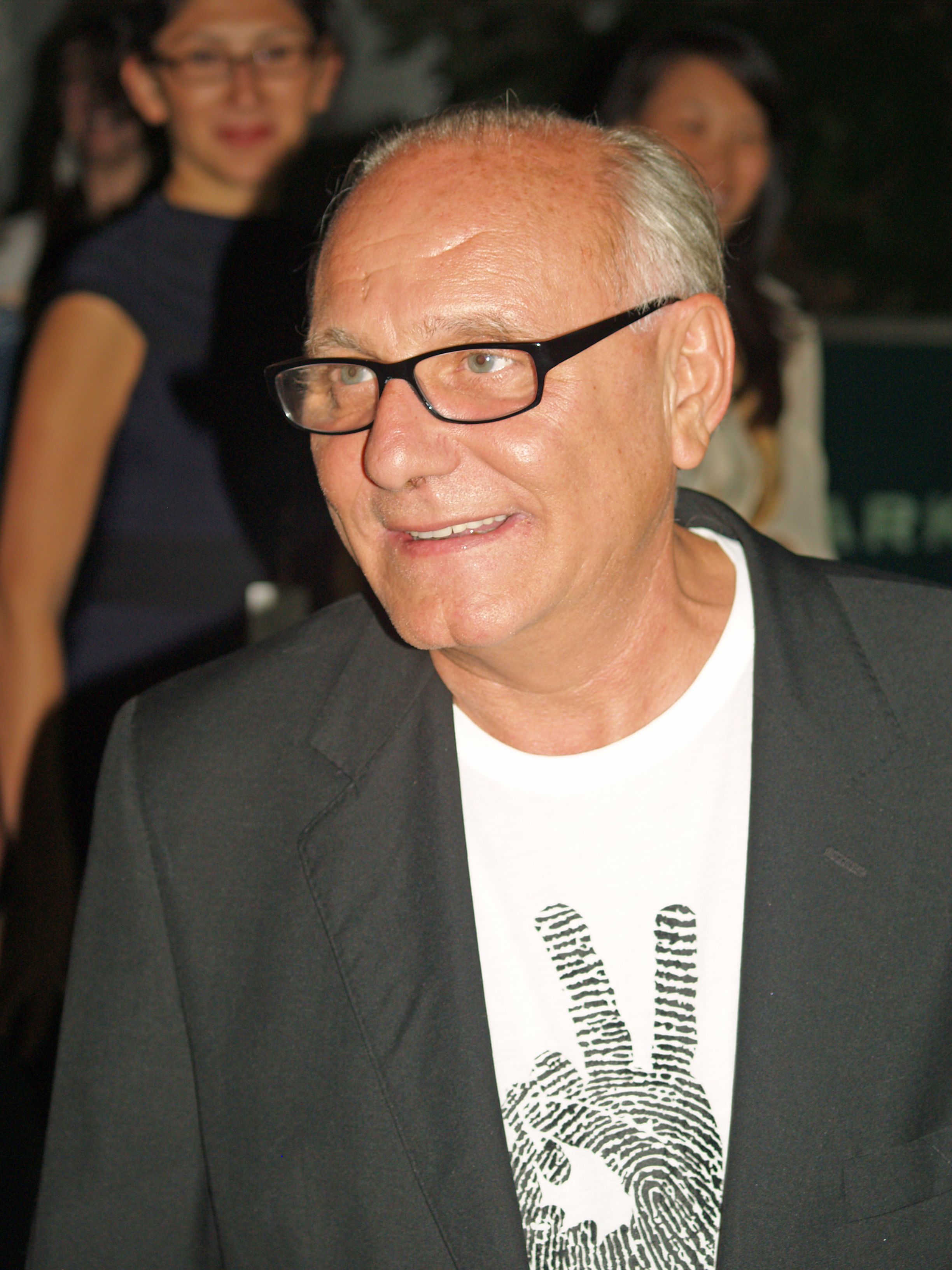
Max Azria, 2009, New York City, Mercedes-Benz Fashion Week

Max Azria (geboren am 1. Januar 1949 in Sfax, Tunesien; gestorben am 6. Mai 2019 in Houston, Texas) war ein tunesisch-amerikanischer Modeschöpfer und Mode-Unternehmer. Er war geschäftsführender Inhaber des Modehauses BCBG Max Azria und des weltweit aktiven Textilwarenkonzerns BCBG Max Azria Group (in eigener Schreibweise: BCBGMAXAZRIAGROUP). Azria war eine der wenigen Persönlichkeiten, der in beiden Metiers der Modebranche international erfolgreich tätig ist.

## Biographie
Max Azria ist eines von sechs Kindern eines sephardischen Olivenöl-Herstellers gewesen und wuchs in Paris auf. Mit 16 Jahren erhielt er seine ersten Kenntnisse im Modegeschäft. Er begann ein Studium der Klassischen Philologie, doch dann wechselte sein Interesse und er arbeitete nahezu elf Jahre lang als Modeschöpfer für Frauenmode. 1981 wanderte er aus nach Los Angeles, USA. Azria gründete 1989 dort sein eigenes Modehaus BCBG Max Azria. BCBG ist eine Abkürzung und steht für die ironische Phrase «bon chic, bon genre» (etwa: „geschniegelt und gebügelt“, „piekfein“).

### Mode
Die Modemarke BCBG Max Azria wird heute als „modisch-innovatives, bezahlbares Designer-Damenoberbekleidungs-Konzept für die Kernzielgruppe der aktiven, modisch interessierten Frau zwischen 25 und 35“ definiert. Neben den eigenen Kreationen von leichten und eleganten Entwürfen orientierte sich Azria auch an den erfolgreichen Ideen und Trends der führenden Modeschöpfer. Den bandage dress des von ihm geschätzten Modeschöpfers Hervé Léger, ein eng anliegendes Kleid, baute Azria mit farbenfrohen Mustern und raffinierten Schnitten zu einem Wahrzeichen der Modemarke Hervé Léger aus. Prominente Kundinnen der Marke sind Filmstars und Sängerinnen wie Kate Bosworth, Victoria Beckham, Alicia Keys und Catherine Zeta-Jones. Die 2004 gegründete Modemarke Max Azria Atelier stellt Kostüme her, die von prominenten US-Schauspielerinnen bei Filmgalas getragen wurden.

### Unternehmen
Im August 1998 expandierte er erstmals in Übersee und kaufte das wirtschaftlich angeschlagene Pariser Modehaus Hervé Léger dem Mischkonzern Seagram ab.
Ab 2001 begann Azria, sein Unternehmen in vielen verschiedenen Modemarken zu diversifizieren, so dass von der Kindermode über Accessoires bis zur Haute Couture möglichst viel an unterschiedlichen Bedürfnissen bedient werden kann. Das setzte wiederum eine flexible Organisation der Produktionskette voraus, um schnell auf die Veränderungen der Kundenwünsche reagieren zu können. Eine weitere Geschäftsstrategie ist die Kooperation mit großen Einzelhandelsunternehmen. Im Dezember 2006 begann er eine Kooperation mit dem französischen Handelskonzern Carrefour bei zunächst 450 Filialen in mehreren europäischen Ländern. Mit der Damenoberbekleidungsmarke Manoukian setzte er seine Expansion in Europa fort, so kooperierte er mit Harvey Nichols in London und in Deutschland mit Breuninger und Peek & Cloppenburg. Azria startete im Juni 2009 mit der jungen Star-Sängerin Miley Cyrus eine Jugendmode-Linie für Wal-Mart.
Weiterhin konzentrierte sich Azria auf den Erwerb von Modehäusern, die in wirtschaftliche Schwierigkeiten geraten sind. Neben den französischen Modehäusern Alain Manoukian und Hervé Leger war dies unter anderem eine Übernahme von zehn Filialen der insolventen belgischen Modekette Donaldson 2009 in Deutschland. Schließlich platziert er seine Preise grundsätzlich unter dem Niveau der bekannten Modemarken.
Im Jahr 2010 gehörten der BCBG Max Azria Group mit dem Hauptsitz in Vernon (Kalifornien) rund 1200 Geschäfte, 500 Fabriken und Werkstätten und mehr als 22 Modemarken. Im Geschäftsjahr 2009 machten seine Unternehmen 960 Mio. Dollar Umsatz.
Ende Mai 2010 wurde er vom Investor Nicolas Berggruen als Partner für das operative Geschäft des insolventen deutschen Warenhaus-Unternehmens Karstadt vorgestellt. Azria werde für „einen jungen Auftritt und einen jugendlichen Stil“ sorgen. Berggruen begründete seine Wahl für Azria so: „BCBG kennt den Markt extrem gut und versteht viel von Merchandising.“ Die BCBG Max Azria Group kenne sich aus „in der Absatzförderung als auch in der Vertikalisierung, also der Beherrschung der Wertschöpfungskette von der Produktion bis hin zur Ladentheke.“ Schon vor dem Zuschlag des Gläubigerausschusses an Berggruen hatte Azria mit Karstadt vereinbart, dass Textilien seiner DOB-Marke Manoukian ab Sommer 2010 in den Filialen angeboten werden.

### Familie
Trotz eines 18-Stunden-Tages feierte er mit seiner Familie und meist sehr vielen Gästen nahezu jeden Freitagabend den Schabbat. Seine Ehefrau Lubov Azria (* 1968) ist eine ehemalige Ballerina aus Kiew, Ukraine, die für die Jugendabteilung des Bolschoi-Balletts ausgewählt worden war. Ihre Familie wanderte in die USA aus und sie studierte Mode-Design am Fashion Institute of Design and Merchandising in Los Angeles. Seit 1991 arbeitete sie für BCBG Max Azria als Designerin und später als Creative Director. Sie heirateten 1992 und haben drei Töchter sowie drei Kinder aus Azrias erster Ehe.

## Auszeichnungen
- 1996: Atlanta Designer of the Year
- 2000: Otis Fashion Achievement Award vom Otis College of Art and Design
- 2007: Wells Fargo Century Fashion Achievement Award Winner bei den L.A. Fashion Awards.[20]
- 2008: Fashion Excellence Award bei den 33. Annual Dallas Fashion Awards für seine erfolgreiche Umwandlung von Hervé Léger in eine frische, sinnenfreudige Kollektion.[21]
- (Weitere Auszeichnungen auf jobs.wwd.com[2])